# 阿兰维尔 (厄尔-卢瓦省)
阿兰维尔（法語：Allainville，法語發音：[alɛ̃vil]）是法国厄尔-卢瓦省的一个市镇，属于德勒区。

## 地理
阿兰维尔（48°43'22"N, 1°18'3"E）面积5.28 平方千米，位于法国中央-卢瓦尔河谷大区厄尔-卢瓦省，该省份为法国北部内陆省份，北起顺时针与厄尔省、伊夫林省、埃松省、卢瓦雷省、卢瓦-谢尔省、萨尔特省和奧恩省接壤。
与阿兰维尔接壤的市镇（或旧市镇、城区）包括：韦尔努耶、德鲁艾地区韦尔、沙坦库尔。

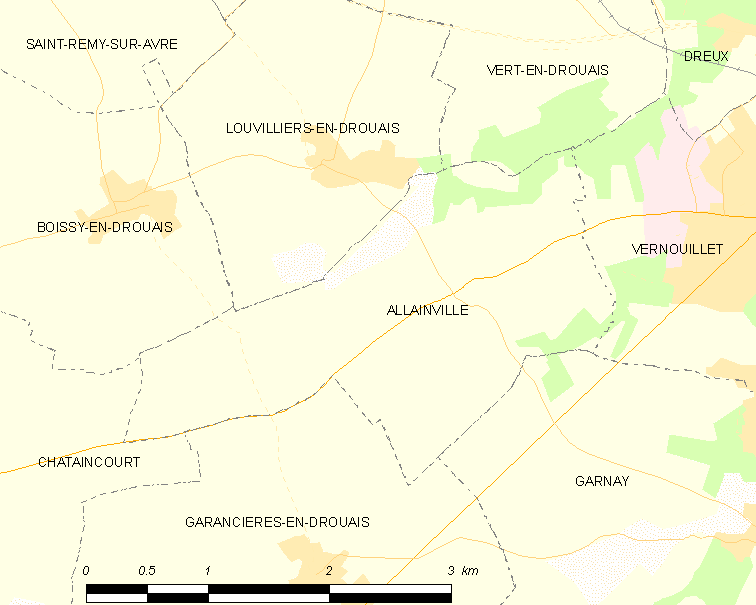
的OSM定位图

阿兰维尔的时区为UTC+01:00、UTC+02:00（夏令时）。

## 行政
阿兰维尔的邮政编码为28500，INSEE市镇编码为28003。

## 政治
阿兰维尔所属的省级选区为德勒第一县。

## 人口

1962-2008年间人口变化图示

阿兰维尔于2022年1月1日时的人口数量为153人。